# Borja Galán
Borja Galán González (ur. 26 kwietnia 1993 w Madrycie) – hiszpański piłkarz, który gra dla Ekstraklasowego klubu GKS Katowice jako skrzydłowy.

## Kariera klubowa
Urodzony w Madrycie, do młodzieżowej drużyny Atlético Madryt dołączył w 2002 roku, w wieku dziewięciu lat. Swój seniorski debiut zaliczył w trzeciej drużynie (Atlético Madryt C) podczas sezonu 2010/11 Tercera División, będąc jeszcze młodzieżowcem.
Galán awansował do rezerw Atlético przed sezonem 2012/13, gdzie występował regularnie. W 2013 roku doznał poważnej kontuzji kolana, która wykluczyła go z gry na 15 miesięcy.
29 lipca 2015 roku, po tym jak jego zespół spadł do trzeciej ligi, Galán dołączył do rezerw klubu Getafe CF, które również występowały w trzeciej lidze. 14 lipca 2016 przeniósł się do drużyny rezerw Deportivo de La Coruña, grającego w czwartej lidze.
W dniu 5 lipca 2018 roku podpisał dwuletni kontrakt z klubem AD Alcorcón występującym w Segunda División, przy czym Dportivo zapewniło sobie klauzulę wykupu. Swój debiut zaliczył 18 sierpnia, wchodząc w drugiej połowie za Nono, w zremisowanym 1:1 meczu u siebie przeciwko Sporting Gijón.
8 lipca 2019 roku Galán wrócił do Dépor po tym, jak klub skorzystał z klauzuli wykupu na jego kontrakcie. 31 stycznia 2020 rolu przeniósł się jednak do innego zespołu drugiej ligi Racing de Santander, na wypożyczenie do czerwca 2020 roku.

## Wyróżnienia
Indywidualne
- I liga:
  - Gracz miesiąca Lipiec 2023[2]
  - Gracz miesiąca Sierpień 2023[2]